# Adriaan Van den Hoof
Adriaan Albert Van den Hoof (Leuven, 6 september 1972) is een Belgische acteur, komiek, diskjockey en radiopresentator.

## Biografie
Adriaan is de zoon van radiopresentator Marc Van den Hoof en kleinzoon van Bert Leysen, de eerste programmadirecteur televisie van het N.I.R. (nu VRT). Een ander bekend familielid van Adriaan is zijn neef, de acteur en Ketnet-wrapper Leonard Muylle. Hij volgde een artistieke opleiding tot schilder voor hij toch voor optreden koos.
Van den Hoof speelde van 1997 tot 2001 in de rubriek "Vaneigens" van Man bijt hond. 
Sinds 1997 maakt hij met onder anderen Dimitri Leue, Pieter en Tine Embrechts deel uit van de theatergroep De Kakkewieten.
Als MC Loveboat vormt hij met DJ Bobby Ewing en DJ Lars Capaldi het dj-collectief Discobar Galaxie, dat ook een dj-parodie bracht op Studio Brussel. Sinds 2003 maakt hij ook deel uit van de latino-salsaband El Tattoo del Tigre.
Sinds 2003 vertolkt hij op Ketnet kapitein Paelinckx, een van de kapiteins van Sinterklaas. Hij speelt onder meer mee in Sinteressante dingen, Hij komt, hij komt... De intrede van de Sint en in 2019 in de vernieuwde Dag Sinterklaas.
Van den Hoof verzorgde ook stemmen zoals de stem van Garfield in de Vlaamse versies van Garfield en Garfield: A Tail of Two Kitties maar ook de stem van Tweedledum & Tweedledee in Alice in Wonderland uit 2010.
Vanaf 2006 presenteerde hij de eerste vier seizoenen van Comedy Casino, een programma voor stand-upcomedy op Canvas. Ook Comedy Casino Cup werd in 2007 door hem gepresenteerd. Daarnaast is hij zelf ook stand-upcomedian. In 2008 had hij een theatershow, Achterklap. Later volgden nog een tweede en derde show: Doortocht en Hoogspanning. In 2016 tourde hij met zijn zaalshow: Nee, het was gisteren ook al laat. In 2018 volgde Ja,maar eerst een diploma, met muziek van Tom ‘Pele’ Peeters. In 't Zal schoon zijn als het af is uit 2021 blikt hij terug, geflankeerd door dezelfde muzikant, op zijn voorbije shows. 
In 2007 presenteerde hij op het hoofdpodium van Rock Werchter samen met Steven Van Herreweghe, waar ze ook het wereldrecord 'de langste kus' probeerden te breken. Hij was eveneens een van de Marktrock-ambassadeurs van Marktrock te Leuven. Dat sloot hij eveneens af met Discobar Galaxie. Ook was hij te zien in een muziekclip van Felix da Housecat. In het seizoen 2007/2008 las hij samen met Bruno Vanden Broecke, An Miller of Wim Helsen voor uit strips in de Man bijt hond-rubriek "De Lustige Lezers". In 2009 nam hij voor het eerst deel aan het Canvas-programma Mag ik u kussen?
Vanaf 2010 was hij een van de hoofdrolspelers in Aspe. Vanaf seizoen 6 speelde hij de rol van Tom Smeekens. In het najaar van 2011 deed hij een gastoptreden in het tweede seizoen van Tegen de Sterren op. Hierin imiteerde hij Jeroen Meus. Op 1 januari 2012 speelde hij met Jeroen Meus en Astrid Bryan mee in De Pappenheimers, en won. Hij was ook te zien in Scheire en de schepping en als jurylid in De Slimste Mens ter Wereld op de zender VIER. Eerder nam hij deel aan het tweede seizoen van de quiz. Na twee deelnames moest hij het programma verlaten. Hij is jurylid van De Slimste Mens ter wereld van 2011 tot 2012, 2014-2015 en van 2017 tot heden.
Op Ketnet presenteerde hij Mijn Kunst Is Top. 
In 2014 presenteerde hij het programma Normale mensen op Eén, waarin hij elke week vier bekende gasten uitnodigde die moesten bewijzen dat ze naast 'rich and famous' ook nog normaal zijn.
In 2016 maakte Van Den Hoof zijn debuut als quizmaster in het zomers spelprogramma Switch op Eén. Na dit zeven seizoenen te presenteren stopte hij hiermee in 2022.  In het najaar 2016 presenteerde hij op dezelfde zender het verborgencameraprogramma Sorry voor alles. Dit kreeg een tweede seizoen, rond de jaarwisseling 2017-2018.
In 2018 presenteert hij samen met Julie Van den Steen de MIA's 2017.
In september 2021 bracht hij het boek 't Zal schoon zijn als het af is' uit met citaten uit zijn vijf zaalshows, aangevuld met eigen tekeningen. Tegelijk startte hij met de gelijknamige zaalshow. 
In mei 2022 kwam Van Den Hoof in opspraak voor grensoverschrijdend gedrag. Volgens enkele interne bronnen bij de VRT werd hij daardoor als presentator van de populaire quiz 'Switch' vervangen door Fien Germijns. De officiële mededeling was 'meer inclusie.' Sindsdien heerst er een medialuwte rond de persoon van Van Den Hoof.

## Filmografie
Naast acteren is hij ook presentator van Switch (2016-2022) en van Takeshi's Castle (2020-heden)
- De Zonen van Van As (2021) - als Rudi Baels
- Dag Sinterklaas (2019) - als kapitein Paelinckx
- Sinterklaas & de wakkere nachten (2018) - als kapitein Paelinckx
- Helden Boven Alles (2017) - als Zven
- De Lego Batman Film (2016)
- Chaussée d'Amour (2016) - als klant
- Wat mannen willen (2015) - als Tim
- Ay Ramon! (2015) - als Kapitein Paelinckx
- Marsman (2014) - als redder
- Wat Als (2013)
- Tegen de Sterren op (2011)
- Hij komt, hij komt... De intrede van de Sint (2010-heden) - als kapitein Paelinckx
- Anneliezen (2010) - als Jurgen Fraeybeeckx / Stijn
- Goesting (2010) - als Paulo
- Aspe (2010-2014) - als inspecteur Tom Smeekens
- Sinteressante dingen (2009) - als kapitein Paelinckx
- Code 37 (2009) - als Kurt Maeschalck
- Dirty Mind (2009) - als Brecht
- Witse (2008) - als Walter Teeuwen
- Team Spirit: De Serie 2 (2005) - als Vandenberg Jr.
- Halleluja! (2005 & 2008) - als Ignace
- Rupel (2004) - als Rudy Ceulemans
- Nefast voor feestvreugde IV (2003) - als Tom
- Sedes & Belli (2003) - als Baels
- Nefast voor feestvreugde 3 (2002) - als Tom
- Nefast voor feestvreugde 2 (2001) - als Tom
- Nefast voor feestvreugde (2000) - als Tom
- Penalty (2000) - als Peter
- Nacht (1999)
- Windkracht 10 (1998) - als soldaat van wacht
- Rosie (1998) - als Tony
- De Raf en Ronny Show (1998) - als Ben
- Terug naar Oosterdonk (1997) - als reporter
- Kulderzipken (1997) - als Alsdaniër
- Antonia (1995) - als kind van Boer Bas